# Trío para piano n.º 2 (Dvořák)

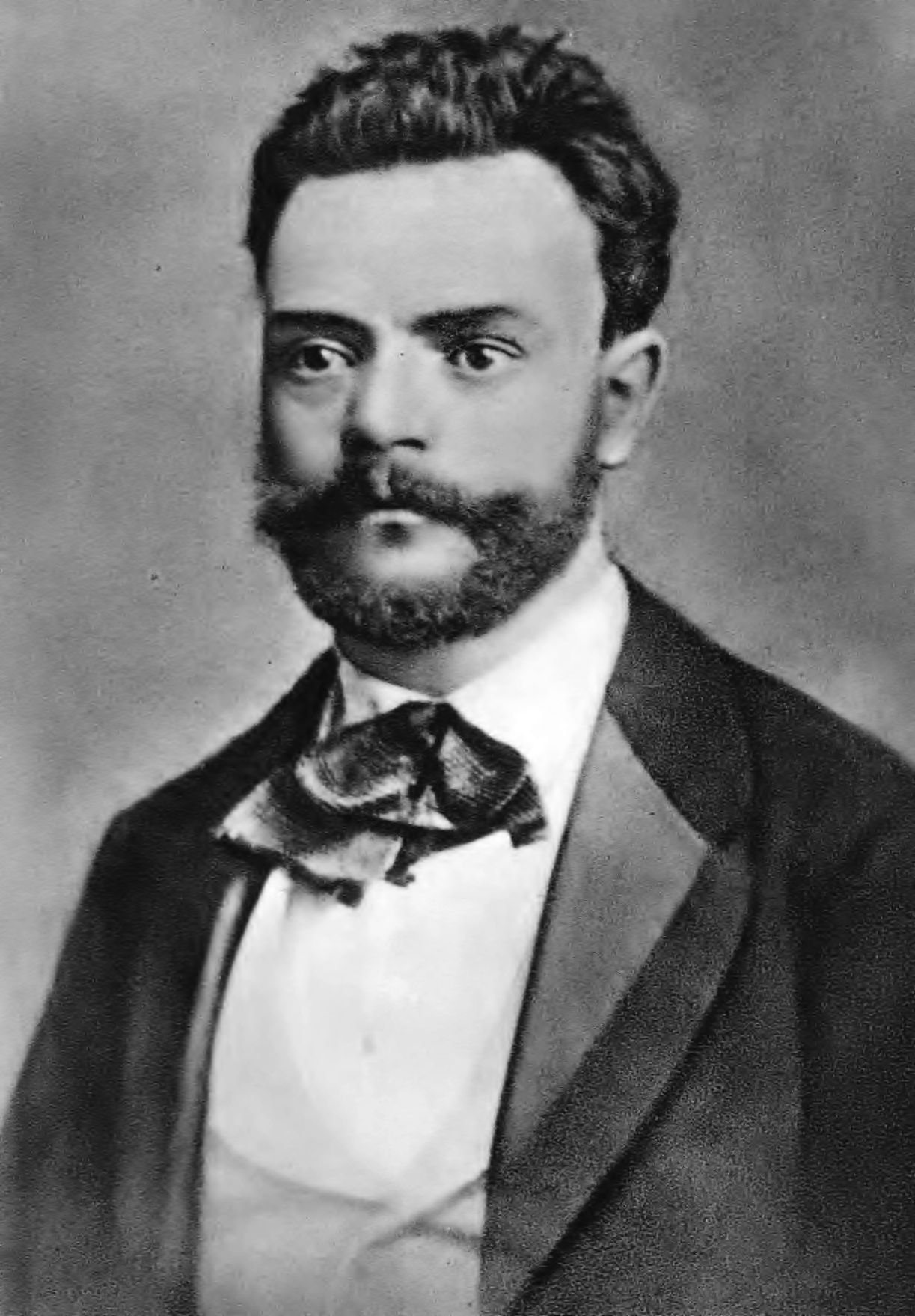
Dvořák en 1870.

El Trío para piano n.° 2 en sol menor, Op. 26 (B. 57) es una obra de cámara compuesta por Antonín Dvořák en 1876.

## Historia
El trío para piano lo escribió poco después de la muerte de su hija mayor, Josefa, y aunque nunca escribió que la pieza fuera conmemorativa, generalmente se considera como tal.

## Estructura y análisis
La obra consta de cuatro movimientos en la tradición clásica:
- I. Allegro moderato
- II. Largo
- III. Scherzo. Presto – Trio. Poco meno mosso – Presto da capo
- IV. Allegro non tanto

El movimiento «Presto - Trio» presagia las Danzas eslavas más conocidas.

## Discografía selecta
- 2001 – Dvořák: Complete Piano Trios. Suk Trio (Supraphon 3545).[4]